# Liste historischer Gerichte im Bundesland Nordrhein-Westfalen
Diese Liste enthält die historischen Gerichte im heutigen Bundesland Nordrhein-Westfalen. Für die heute noch bestehenden Gerichte siehe die Liste der Gerichte des Landes Nordrhein-Westfalen.

## Vorgängerstaaten
Das heutige Bundesland Nordrhein-Westfalen entstand 1945/1947 aus Teilen der preußischen Rheinprovinz, der Provinz Westfalen und des Freistaates Lippe. Die Gerichte der Vorgängerstaaten finden sich in den folgenden Listen:
- Liste der Gerichte in der Rheinprovinz
- Liste der Gerichte in der Provinz Westfalen
- Liste der Gerichte im Fürstentum Lippe

Für die Gerichte im Großherzogtum Berg siehe Gerichtsorganisation im Großherzogtum Berg.

### Einzelne Gerichte
Soweit nicht in den Einzellisten dargestellt finden sich hier einzelne Gerichte der Vorgängerstaaten:
- Oberfreistuhl (Arnsberg)
- Oberlandesgericht Kleve (11. März 1817 bis 1. Juli 1820)
- Oberlandesgericht Paderborn
- Oberlandesgericht Arnsberg
- Oberlandesgericht Münster
- Spezial-Zolltribunat Düsseldorf ab 1812[1]
- Zollgericht Köln ab Oktober 1810[1]
- Zollgericht Mainz ab Oktober 1810[1]
- Zollgericht Wesel ab Oktober 1810[1]

### Amtsgerichte
- Amtsgericht Barmen bis zum 30. September 1938[2]
- Amtsgericht Borgentreich bis zum 30. September 1932[3]
- Amtsgericht Fürstenberg bis zum 30. September 1932[3]
- Amtsgericht Gerresheim
- Amtsgericht Haspe (auch Amtsgericht Hagen-Haspe)[4] aufgehoben zum Ablauf 30. September 1932[3], wieder eingerichtet zum 1. Oktober 1933[5], erneut aufgehoben zum 15. Juni 1943.[6]
- Amtsgericht Lennep (auch Amtsgericht Remscheid-Lennep)[4]
- Amtsgericht Lichtenau bis zum 30. September 1932[3]
- Amtsgericht Lobberich[4]
- Amtsgericht Mülheim am Rhein
- Amtsgericht Nieheim bis zum 30. September 1932[3]
- Amtsgericht Odenkirchen (auch Amtsgericht Rheydt-Odenkirchen)[4]
- Amtsgericht Opladen[4]
- Amtsgericht Ohligs (auch Amtsgericht Solingen-Ohligs, bis 1943/1944)[4]
- Amtsgericht Ronsdorf (später Amtsgericht Wuppertal-Ronsdorf, bis zum 30. September 1932)[3]
- Amtsgericht Salzkotten[4]
- Amtsgericht Uerdingen (auch Amtsgericht Krefeld-Uerdingen)[4]
- Amtsgericht Wiehl

### Arbeitsgerichte
- Landesarbeitsgericht Aachen[7]
- Landesarbeitsgericht Bielefeld[7]
- Landesarbeitsgericht Dortmund[7]
- Landesarbeitsgericht Duisburg[7]
- Landesarbeitsgericht Elberfeld[7]
- Landesarbeitsgericht Essen[7]
- Landesarbeitsgericht Hagen[7]
- Landesarbeitsgericht Krefeld[7]
- Landesarbeitsgericht Münster[7]
- Arbeitsgericht Altena[8]
- Arbeitsgericht Barmen[8] bis zum 30.6.1937[9]
- Arbeitsgericht Cleve[8]
- Arbeitsgericht Düren[8]
- Arbeitsgericht Eschweiler[8]
- Arbeitsgericht Euskirchen[8]
- Arbeitsgericht Gemünd[8]
- Arbeitsgericht Gladbeck[8]
- Arbeitsgericht Gummersbach[8]
- Arbeitsgericht Hamborn[8]
- Arbeitsgericht Lennep[8]
- Arbeitsgericht Mörs[8]
- Arbeitsgericht Mülheim (Ruhr)[8]
- Arbeitsgericht Neuß[8]
- Arbeitsgericht Opladen[8]
- Arbeitsgericht Recklinghausen[8]
- Arbeitsgericht Remscheid[8]
- Arbeitsgericht Velbert[8]

## Aufgelöste Gerichte, die im Land Nordrhein-Westfalen noch bestanden haben

### Amtsgerichte
- Amtsgericht Aldenhoven (bis 1973, zuvor schon zum Ablauf des 30. September 1932 aufgehoben)[3]
- Amtsgericht Alverdissen (1879 bis 30. Juni 1969)[10]
- Amtsgericht Attendorn[4] (bis zum 31. Dezember 1978)[11]
- Amtsgericht Balve[4] (bis zum 30. Juni 1969)[12]
- Amtsgericht Bad Salzuflen (bis zum 30. Juni 1977)[13]
- Amtsgericht Bensberg (bis zum 31. Dezember 1974, umbenannt in Amtsgericht Bergisch Gladbach)[14]
- Amtsgericht Beverungen (bis zum 30. Juni 1969)[12]
- Amtsgericht Bigge (bis zum 31. Dezember 1969)[12]
- Amtsgericht Blankenheim (bis zum 31. Dezember 1978)[11]
- Amtsgericht Burbach (bis zum 30. Juni 1976)[15]
- Amtsgericht Büren[4] (bis zum 31. Dezember 1976)[16]
- Amtsgericht Dortmund-Hörde (bis zum 30. Juni 1969)[12] (früher auch Amtsgericht Hörde)[4]
- Amtsgericht Dülken[4] (bis zum 31. Dezember 1969)[17]
- Amtsgericht Eitorf (bis zum 31. Dezember 1969)[18]
- Amtsgericht Erwitte (bis zum 30. Juni 1969)[12]
- Amtsgericht Gelsenkirchen-Buer (bis zum 31. Dezember 2015)[19]
- Amtsgericht Gemünd (bis zum 31. Dezember 1978, umbenannt in Amtsgericht Schleiden)[11]
- Amtsgericht Geseke[4] (bis zum 31. Dezember 1978)[11]
- Amtsgericht Goch[4] (bis zum 31. März 1979)[20]
- Amtsgericht Grevenbrück[4] (seit 1969: Lennestadt)[21]
- Amtsgericht Haltern[4] (bis zum 31. Dezember 1979)[20]
- Amtsgericht Hennef (bis zum 31. Dezember 1969)[18]
- Amtsgericht Herne-Wanne (bis zum 31. Dezember 2011)[22]
- Amtsgericht Hilchenbach (bis zum 30. Juni 1976)[15]
- Amtsgericht Hohenhausen (1879 bis 31. Dezember 1968)[10]
- Amtsgericht Hohenlimburg[4] (bis zum 30. Juni 1969)[12]
- Amtsgericht Horn (1879 bis 31. Dezember 1969)[23]
- Amtsgericht Kirchhundem[4] (bis zum 31. Dezember 1969)[24]
- Amtsgericht Laasphe[4] (bis zum 31. Dezember 1969)[12]
- Amtsgericht Lage (1879 bis zum 31. März 1979)[25]
- Amtsgericht Langenberg[4] (bis zum 30. Juni 1975)[26]
- Amtsgericht Bochum-Langendreer (bis zum 31. Dezember 1977)[27] (früher auch Amtsgericht Langendreer)[4]
- Amtsgericht Lechenich (bis zum 31. Dezember 1983)[28]
- Amtsgericht Lindlar (bis zum 31. Dezember 1974)[29]
- Amtsgericht Neheim-Hüsten (bis zum 31. Dezember 1974)[30] (früher auch Amtsgericht Neheim)[4]
- Amtsgericht Oelde[4] (bis zum 31. Dezember 1976)[31]
- Amtsgericht Oerlinghausen (1879 bis zum 31. März 1979)[32]
- Amtsgericht Opladen (bis zum 31. Dezember 1974, umbenannt in Amtsgericht Leverkusen)[33]
- Amtsgericht Petershagen[4] (bis zum 30. Juni 1982)[20]
- Amtsgericht Rees[4] (bis zum 30. Juni 1975)[34]
- Amtsgericht Remscheid-Lennep (bis 31. Dezember 1976)[35]
- Amtsgericht Rietberg[4] (bis zum 31. Dezember 1970)[36] (zuvor schon aufgehoben zum Ablauf 30. September 1932[3], wieder eingerichtet zum 1. Oktober 1933)[5]
- Amtsgericht Rüthen (bis zum 30. Juni 1969)[12]
- Amtsgericht Steinheim[4] (bis zum 31. Dezember 1978)[11]
- Amtsgericht Stolberg (bis zum 31. März 1973)[37]
- Amtsgericht Vlotho[4] (bis zum 31. Dezember 1973)[38]
- Amtsgericht Vreden[4] (bis 31. Dezember 1974)[39]
- Amtsgericht Wattenscheid[4] (bis zum 31. Dezember 1977)[27]
- Amtsgericht Wegberg[4] (bis zum 31. März 1973)[37]
- Amtsgericht Essen-Werden (bis zum 31. Dezember 1974)[40] (früher auch Amtsgericht Werden)[4]
- Amtsgericht Werne[4] (bis zum 31. Dezember 1979)[41]
- Amtsgericht Xanten[4] (bis zum 31. Dezember 1978)[11]